# FC Košice
El FC Kosice es un equipo de fútbol de Eslovaquia que juega en la Niké liga, la primera división de fútbol del país.

## Historia
Fue fundado en el año 1921 en la ciudad de Košice con el nombre ŠK Vyšné Opátske, y han cambiado de nombre en varias ocasiones:
- ŠK Vyšné Opátske (1921)
- TJ Sokol Vyšné Opátske (1948)
- TJ FK Turkon Vyšné Opátske (2006)
- TJ FK Vyšné Opátske (2014)
- FK Košice (2017)
- FC Košice (fusión con el FK Košice-Barca)(2018–presente)

En 2017 adopta el nombre de FK Kosice luego de la desaparición del histórico equipo FC VSS Košice al finalizar la temporada 2016/17, adoptando también sus colores. En 2018 se fusiona con el FK Košice-Barca refundando al equipo en la Tercera Liga de Eslovaquia, obteniendo el título de la liga y ascendiendo a la segunda categoría.

## Palmarés
- Primera Liga de Eslovaquia: 1

2022/23
- Tercera Liga de Eslovaquia: 1

2018/19

## Participación en competiciones de la UEFA
| Temporada | Torneo                 | Ronda             | Club         | Casa | Visita | Global |
| --------- | ---------------------- | ----------------- | ------------ | ---- | ------ | ------ |
| 2025-26   | UEFA Conference League | 2° Clasificatoria | Neman Grodno | 2–3  | 1–1    | 3–4    |

## Jugadores

### Jugadores destacados
- Marián Kello

## Clubes afiliados
- West Ham (2018–)[4]